# Bicyclist's vulva

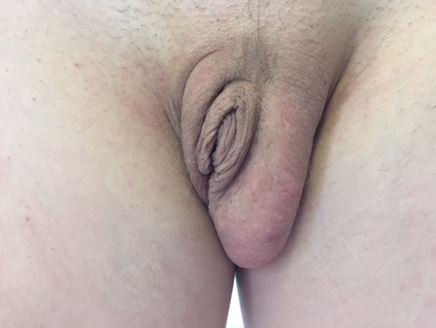

Bicyclist's vulva, ook wel fietsterschaamlip genoemd, is een medische aandoening van (een van) de buitenste schaamlippen. Het gaat om een meestal unilateraal lymfoedeem dat relatief vaak voorkomt bij competitieve wielrensters met een prevalentie van 1 op 5, maar bij uitzondering ook wel bij onder andere spinning en de ruitersport. De aandoening gaat gepaard met lymfevaatstoornissen van de aangetaste zijde. Hoewel de zwelling soms afneemt na een sportieve rust is deze in de meeste gevallen definitief. Het kan wel chirurgisch behandeld worden bij te hevige sportieve last of na de sportcarrière om esthetische reden.
De aandoening wordt waarschijnlijk veroorzaakt door repetitieve ontstekingen van de perineale huid door te hevige druk op het zadel en door een te lange voorovergebogen fietspositie. Net zoals bij opzwelling van een arm na borstkankerbehandeling door obstructie van lymfevaten kan eventueel ook bij de bicyclist's vulva genetische aanleg een rol spelen.
De aandoening werd voor het eerst beschreven door gynaecoloog en sportarts Luc Baeyens van het Universitair Verplegingscentrum Brugmann te Brussel in de British Medical Journal in 2002.

## Preventie
Preventie van de aandoening is onontbeerlijk bij veel fietsen. Wielrensters kunnen de druk verlichten door regelmatig recht op de trappers te staan, en ook een passende zadelvorm vermindert de belasting van de vulva. Het is mogelijk om een persoonlijk zadel te laten maken. Ook een verticalere houding vermindert de druk op het zachte weefsel.
Andere preventieve maatregelen zijn: een perfect broekzeem gebruiken, liefst met kleine bobbeltjes om de lymfedoorbloeding te stimuleren, alleen trimmen van de perineale zone, zeker niet scheren of waxen, koude kompressen plaatsen na elke rit en regelmatig lymfatische fysiotherapie volgen op basis van een lymfoscintigrafie.

## Behandeling
De zwelling neemt soms af na een sportieve rust, maar is in de meeste gevallen definitief. Chirurgie kan alleen overwogen worden als er pijnklachten zijn. De eventuele ingreep moet dan gebeuren onder lymfografische controle om de oppervlakkige lymfedoorbloeding zo weinig mogelijk verder te verstoren.